# Manahan Peak
Der Manahan Peak ist ein 2000 m hoher und markanter Berggipfel auf der antarktischen Ross-Insel. Er ragt 1,5 km östlich des Giggenbach Ridge und 4,2 km nordwestlich des Gipfels von Mount Erebus im Nordosten der Insel auf.
Das Advisory Committee on Antarctic Names benannte ihn im Jahr 2000 nach dem Biologen Donal Thomas Manahan (* 1953), der ab 1983 in acht Kampagnen in Antarktika tätig war und dabei das Forschungsprojekt des United States Antarctic Program zur Entwicklung mariner Larven leitete.